# Francisco Robles
Juan Francisco de Robles y García (Guayaquil 5 de mayo de 1811-Guayaquil, 7 de marzo de 1893) fue un terrateniente, militar y político ecuatoriano. Ejerció como presidente del Ecuador desde el 15 de octubre de 1856 hasta su derrocamiento el 31 de agosto de 1859, en el entorno de la guerra civil ecuatoriana de 1859-1860.

## Biografía
Hijo del comerciante y agricultor Lupercio Robles Pacheco y de Manuela García y Coronel.
Realizó sus estudios en la Escuela Náutica de Guayaquil bajo la dirección del militar Juan Illingworth Hunt. Participó en el Combate naval de Punta Malpelo ocurrido durante la Guerra grancolombo-peruana.
Instaurada la República del Ecuador, en 1833 ya se había empezado a distinguir política y militarmente por lo que, temeroso de que pueda ser un obstáculo a su gestión administrativa, el presidente Juan José Flores ordenó su destierro; pero este no se cumplió por haberse iniciado la revolución de los Chihuahuas que, acaudillada por el comandante Pedro Mena, proclamó al Vicente Rocafuerte como Jefe Supremo de Guayaquil.
Al estallar en Guayaquil la Revolución Marcista de 1845 que buscaba el derrocamiento de la dominación floreana, al mando del vapor de guerra «Guayas», respaldó desde la ría los combates sostenidos el 2 de mayo en contra de las fuerzas del presidente Juan José Flores que se había hecho fuerte en su hacienda «La Elvira».
Durante la presidencia de Vicente Ramón Roca fue ascendido al grado de coronel y nombrado jefe de la guarnición de Guayaquil.
El general José María Urbina valiéndose de su influencia sobre el ejército ecuatoriano decide realizar una conspiración contra el gobierno encargado de Manuel de Ascázubi apoyado por su amigo el coronel Francisco Robles. Francisco Robles como jefe de la guarnición de Guayaquil subleva a la guarnición contra el gobierno el 20 de diciembre de 1849 sin embargo el pueblo de Guayaquil impide la sublevación militar.
El presidente encargado Ascázubi decide cambiar a los mandos militares de Guayaquil y reemplazar a Robles como jefe de la guarnición. El cambio se produjo el 19 de febrero de 1850, sin embargo Robles apoyado por el general Guillermo Bodero Franco (primo de Diego Noboa) consigue por la noche la adhesión de la guarnición de Guayaquil contra Ascázubi. Los jefes militares designados por Ascázubi fueron apresados, no menos que el gobernador de la provincia y algunos funcionario civiles.
El 17 de julio de 1851 Francisco Robles apoyó la designación de José María Urbina como Jefe Supremo de la República que fue realizada por la guarnición de Guayaquil y que llevaría a Urbina a la presidencia del país después del destierro del presidente Diego Noboa.
Elegido para participar en la asamblea constituyente de 1852 votó a favor de la elección de José María Urbina como presidente. El presidente Urbina eligió a Francisco Robles para ocupar el Ministerio de Guerra y Marina durante su gobierno.

### Matrimonio y descendencia

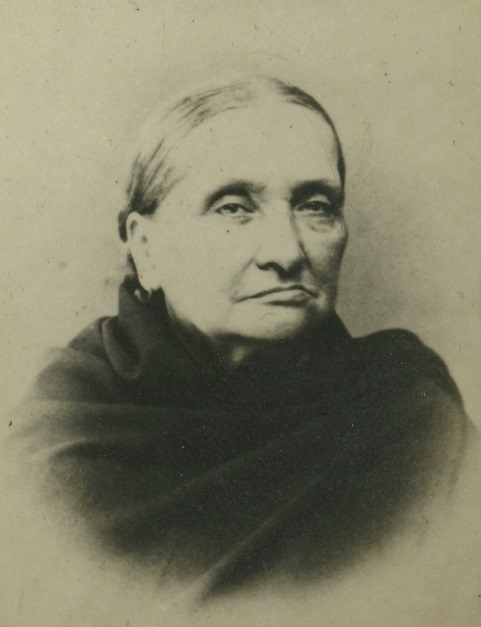
Carmen Santistevan (1874).

Conoció y se comprometió con Carmen de Santistevan y Avilés (1810-1904) mientras ella vivía en casa de su hermano Ciríaco Robles García, que estaba casado con la hermana de la joven. El enlace matrimonial tuvo lugar el 5 de noviembre de 1835, en la iglesia de La Concepción de la ciudad de Guayaquil. La pareja tendría tres hijos, de los cuales uno no alcanzaría la edad adulta:
- Francisco Robles y Santistevan (n.1838-f.1841). Murió a edad temprana.
- Ignacio Robles y Santistevan (n.1839-f.1915). Casado con Rafaela de Buenaventura y Macías, con descendencia.
- Dolores Robles y Santistevan (n.1841-f.1904). Casada con José Serafín Baquerizo Vera, con descendencia.

Su hijo Ignacio se convirtió en capitán de Corbeta, jefe civil y militar de la plaza de Guayaquil (1895), ministro de Relaciones Exteriores de Eloy Alfaro (1895-1896), gobernador del Guayas (1896-1898) y cónsul de México en Guayaquil (1896-1902), entre otros cargos.
El matrimonio de su hija Dolores se realizó el 26 de septiembre de 1856 en los salones del Palacio de Carondelet.
En relación con Manuela Avilés, una pariente lejana de su esposa, tuvo cuatro hijos que reconoció y de los que se ocupó:
- Luis Felipe Robles y Avilés (n.1852). Casado con Mercedes Florencia y Saona, con descendencia.
- Fernando Robles y Avilés (n.1853). Casado con Teresa Fajardo y Santistevan, con descendencia.
- Victoria Robles y Avilés (n.1856-f.1906). Casada y con descendencia.
- María Robles y Avilés (n.1859). Casada y con descendencia.

## Presidencia Constitucional del Ecuador
Fue elegido como nuevo Presidente Constitucional de la República del Ecuador en las elecciones presidenciales de 1856 como candidato oficialista.
El nuevo presidente decide indultar a los desterrados durante el régimen de su predecesor y de este modo, el abogado y periodista Gabriel García Moreno puede regresar al Ecuador.
En el ámbito educativo, Francisco Robles fundó el Instituto Científico de Latacunga en 1857, en Loja el Colegio la Unión; el Instituto de Señoritas Loja en 1858; los Colegios Bolívar de Ambato y Benigno Malo de Cuenca; se multiplicaron los planteles de instrucción primaria y se establecieron las hermanas de la Caridad. Pero no mejoró la calidad de la educación.
Se promulgó un reglamento de Educación Primaria, que contemplaba premios, abolía el castigo corporal, imponía la asistencia diaria a clases de nueve a tres de la tarde, excepto los domingos y feriados, señalaba vacaciones de 15 días anuales y las de Navidad y Semana Santa, e instauraba una supervisión cantonal y parroquial integrada parcialmente por padres de familia. 
Robles dispuso que los abogados de pobres y agentes fiscales debieran defender gratuitamente al indio del interior. Después del terremoto que azotó a Quito en marzo de 1859, Robles dispuso la reparación de los daños causados.
En 1857 aprobó la abolición de la Ley de Contribución Personal de Indígenas que fue decretada por el poder legislativo, golpeando a los terrarenientes serranos y favorecido el flujo de mano de obra a las plantaciones de la Costa. Los hacendados de la Sierra Norte se mostraban descontentos. Los acuerdos sobre los intereses diferidos de la deuda inglesa iban a constituir el detonante de la gran crisis nacional de 1859 y el principio del fin de la caída de Robles. 
El ministro de Hacienda, Francisco de Paula Icaza, y el encargado de Negocios de Inglaterra, Jorge S. Prittchet, habían llegado a un acuerdo sobre los intereses diferidos de la deuda inglesa. Diferidos respecto del Acuerdo Espinel-Mocatta de 1855. Ecuador concedía a los acreedores la explotación y colonización de un millón de cuadras cuadradas a orillas del Zamora y otro millón en las del Bobonaza, ambos en tierras amazónicas de soberanía ecuatoriana. Los colonos extranjeros debían reconocer la soberanía nacional sobre los terrenos explotados y sobre los pueblos que se crearan. 
El presidente provisional del Perú, mariscal Ramón Castilla, envió a Quito al ministro Juan Celestino Cavero para que protestara por el Convenio Icaza-Prittchet suscrito en septiembre de 1857. Cavero sostenía que por ese convenio Ecuador había pagado a los acreedores británicos con territorios arnazónicos peruanos, y que Ecuador favorecía así el establecimiento de una potencia colonialista en suelo americano. Cuatro veces protestó Cavero. Las cuatro con arrogancia. Cavero se portó como un intrigante y malcriado. El gobierno de Robles perdió la paciencia, suspendió el diálogo con Cavero y envió a Lima como plenipotenciario a Francisco de Paula Icaza, quien había suscrito el impugnado convenio. Cuando Cavero regresaba a Perú por la vía de Guayaquil, algunos porteños exaltados tiraron un "año viejo" al balcón de la casa donde dormía el peruano. El grosero "Año Viejo" representaba a Cavero y a Castilla. Cavero llevó el cuerpo del delito al Congreso peruano, que, en sesión secreta, posesionó a Castilla y autorizó la guerra contra Ecuador. El presidente Robles pidió las extraordinarias aduciendo una invasión peruana. Era julio de 1858. 
Cuando Robles pidió las extraordinarias, Gabriel García Moreno lo acusó de inventarse este pretexto para desviar la atención pública del negocio de una supuesta venta de las islas Galápagos que "enriquecía a los autores de (ese) inicuo plan". La invasión, empero, no era un pretexto. Castilla había dispuesto que un crucero, dos fragatas, dos transportes con cinco batallones, dos regimientos y un escuadrón de artillería bloquearan la costa ecuatoriana el 26 de octubre de 1858. Al día siguiente, el Congreso ecuatoriano movido por Gabriel García Moreno y Pedro Moncayo revocó las facultades extraordinarias concedidas al presidente Robles. Este, valiéndose de los diputados gobiernistas, disolvió el Congreso.
Robles, sufriendo gran oposición en Quito, trasladó la capital a Riobamba el 4 de noviembre de 1858 y el 12 de enero de 1859 a Guayaquil para defenderla de la ofensiva peruana. En los siguientes meses, hubo mediaciones internacionales por parte de Nueva Granada, Chile y el Cauca, los cuales proponian la partición del Ecuador a favor de Perú, mientras que en abril de 1859, Manuel Tomás Maldonado, comandante de la División de Artillera de Guayaquil apresó a Robles y a Urbina, pero fueron liberados por Guillermo Franco Herrera.
En mayo de se año, el país se empezó a desmembrar. Quito desconoció a Robles por el traslado de la capital, formando un Gobierno Provisorio formado por Gabriel García Moreno, Jerónimo Carrión y Pacífico Chiriboga, el cual fue derrotado al mes siguiente por Urbina en la batalla de Tumbuco, teniendo Gabriel García Moreno que huir a Perú, obteniendo ayuda por parte del Presidente de ese país. El 6 de mayo, Jerónimo Carrión se proclamó Presidente de la República en Cuenca, pero fue derrotado un día después.
En julio, Gabriel García Moreno, denominándose a sí mismo Jefe Supremo de la República, regresó a Guayaquil, proponiéndole a Guillermo Franco Herrera desconocer a Robles y convocar a elecciones, aceptándolo, nombrándose Jefe Supremo de Guayaquil. Robles en respuesta, trasladó la capital a Riobamba y le declaró la guerra, esperando a Urbina para atacarlo, pero este no llegó, por lo que el presidente se trasladó a Babahoyo. Mientras tanto, Rafael Carvajal, miembro del vencido Gobierno Provisorio de Quito, regresó de su exilio en Colombia y atacó el norte del país. El 31 de agosto de 1859, Robles renuncia a la Presidencia de la República.

### Ministros de Estado
| Ministerio                                     | Ministro                    |
| ---------------------------------------------- | --------------------------- |
| Ministerio de Guerra y Marina                  | Gabriel Urbina              |
| Ministerio de Guerra y Marina                  | Teodoro Gómez de la Torre   |
| Ministerio de Gobierno y Relaciones Exteriores | Antonio Mata                |
| Ministerio de Gobierno y Relaciones Exteriores | Marcos Espinel Endara       |
| Ministerio de Gobierno y Relaciones Exteriores | Camilo Ponce                |
| Ministerio de Gobierno y Relaciones Exteriores | Roberto Ascázubi            |
| Ministerio de Hacienda                         | Manuel Bustamante           |
| Ministerio de Hacienda                         | Francisco de Paula de Icaza |
| Ministerio de Hacienda                         | Antonio Yerovi              |

Fuente:

## Vida después de la presidencia

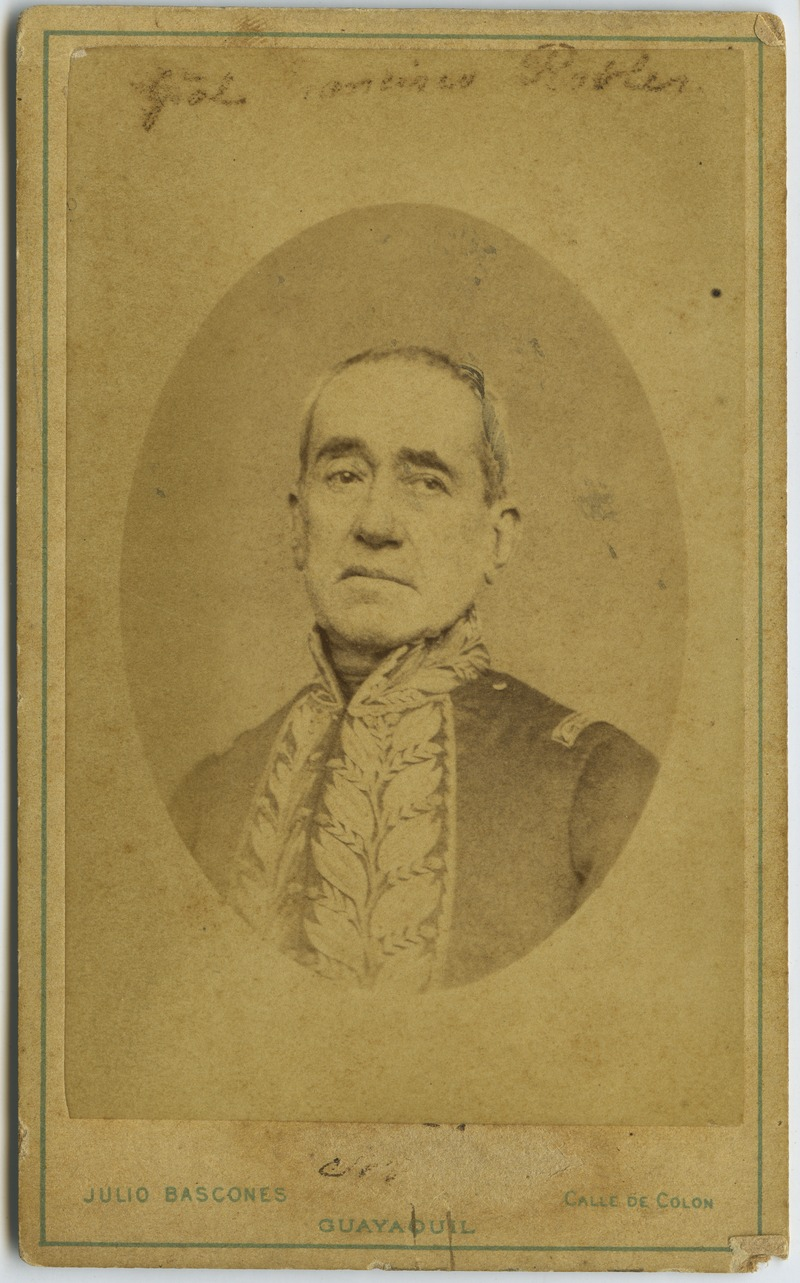
Fotografía de Francisco Robles por los años 1870 o 1880.

Robles fue hecho prisionero y el 20 de septiembre de 1859 desterrado a Chile, desde donde tiempo después se trasladó al Perú para fijar su residencia. Durante el tiempo que permaneció en el Perú no permaneció inactivo, y de acuerdo con José María Urbina, luego de comprometer a todos los desterrados por el presidente Gabriel García Moreno organizó una expedición que en junio de 1865 intentó tomarse la ciudad de Guayaquil donde su sobrino José María Robles y Canelos fue fusilado. Fracasada esa expedición, Robles se conservó en el Perú durante todo el tiempo que permaneció Gabriel García Moreno en el poder político.
De regreso al país participó en la revolución de Veintemilla que el 8 de septiembre de 1876 estalló en Guayaquil en contra del gobierno de Antonio Borrero por el general Ignacio de Veintemilla; fue entonces nombrado comandante general de la Primera División de Operaciones, y el 14 de septiembre de 1876 intervino en los triunfos de Galte y Los Molinos, con los que se puso fin a dicho gobierno. 
Murió en Guayaquil el 7 de marzo de 1893, a los 81 años de edad. Según comentaban, quienes lo habían tratado, decían que era: amable, valiente, caballeroso y de buenos modales.

## Sucesión
| Predecesor: Antonio Elizalde           | Gobernador de la Provincia del Guayas 1854 - 1856                                   | Sucesor: Juan Francisco Boloña           |
| Predecesor: José María Urbina y Viteri | Presidente de la República del Ecuador 15 de octubre de 1856 - 31 de agosto de 1859 | Sucesor: Gobierno Provisional (de facto) |